# Gare de Saales
Gare de Saales vasútállomás Franciaországban, Saales településen.

## Vasútvonalak
Az állomást az alábbi vasútvonalak érintik:
- Strasbourg–Saint-Dié-vasútvonal

## Kapcsolódó állomások
A vasútállomáshoz az alábbi állomások vannak a legközelebb:
- Gare de Saint-Dié-des-Vosges
- Gare de Bourg-Bruche
- Gare de Provenchères-sur-Fave